# Namarrais
Namarrais (de Namarrói, top., de nama, «carne; caça» + mirrobe, «variedade de peixe», alusão à abundância) foi a designação atribuída pela administração colonial portuguesa, e hoje presente na historiografia portuguesa e moçambicana, a diversas etnias da costa oriental da África, na região norte de Moçambique, pertencente ao grupo dos Macuas. Nas Campanhas de Pacificação levadas a cabo pelas forças portuguesa lideradas por Mouzinho de Abuquerque em finais do século XIX destaca-se a Campanha dos Namarrais, uma campanha militar destinada a submeter os povos do norte de Moçambique.